# Groupe de NGC 80
Le groupe de NGC 80 comprend plusieurs galaxies toutes situées dans la constellation d'Andromède. La distance moyenne entre ce groupe et la Voie lactée est d'environ 79,8 Mpc (∼260 millions d'al).

## Membres
Le tableau ci-dessous liste les 10 galaxies mentionnées dans l'étude de Marina A. Startseva et de ses collègues ainsi que la galaxie NGC 79 incluse dans le groupe par une autre étude. La galaxie NGC 90 fait également partie de ce groupe elle forme car avec la galaxie NGC 93 une paire galaxies en interaction gravitationnelle désignée dans l'atlas des galaxies particulières sous la cote Arp 65. Selon la version allemande de Wikipédia, la galaxie IC 1546 (aussi appelée NGC 85B sur le site de Wolfgang Steinicke ) fait aussi partie du groupe de NGC 80. Elle est dans la même région du ciel que les autres galaxies mentionnées plus haut et à peu près à la même distance de la Voie lactée. Il faudrait donc aussi l'inclure dans ce groupe.
| Nom           | Classification | Type                  | α (J2000.0)   | δ (J2000.0) | Vitesse radiale (km/s) | Magnitude apparente | Distance (Mpc) | Dimensions (kal) |
| ------------- | -------------- | --------------------- | ------------- | ----------- | ---------------------- | ------------------- | -------------- | ---------------- |
| NGC 80        | SA0-:          | Lenticulaire          | 00h 21m 10.8s | 22° 21′ 26″ | 5698 ± 22              | 12,1                | 78,2 ± 5,5     | 190              |
| NGC 81        | S0?            | Lenticulaire          | 00h 21m 13.2s | 22° 22′ 58″ | 6130 ± 21              | 15,7                | 85,4 ± 6,0     | 86               |
| NGC 85        | S0             | Lenticulaire          | 00h 21m 25.5s | 22° 30′ 42″ | 6204 ± 24              | 14,8                | 86,5 ± 6,1     | 24               |
| NGC 86        | S0/a?          | Lenticulaire          | 00h 21m 28.6s | 22° 33′ 23″ | 5591 ± 23              | 14,8                | 77,4 ± 5,4     | 46               |
| NGC 93        | S?             | Spirale               | 00h 22m 03.2s | 22° 24′ 29″ | 5380 ± 10              | 13,2                | 74,3 ± 5,2     | 113              |
| IC 1541       | S              | Spirale               | 00h 20m 01.9s | 21° 59′ 59″ | 5926 ± 25              | 14,5                | 83,3 ± 5,9     | 87               |
| IC 1548       | S0             | Lenticulaire          | 00h 21m 55.1s | 22° 00′ 23″ | 5746 ± 21              | 14,7                | 79,7 ± 5,6     | 91               |
| MGC 4-2-10    | S              | Spirale               | 00h 21m 33.5s | 22° 35′ 31″ | 6630 ± 22              | 17                  | 91,7 ± 6,4     | 73               |
| CGCG 479-014B | Sc             | Spirale               | 00h 21m 47.7s | 22° 01′ 35″ | 5850 ± 16              | ?                   | 81,1 ± 5,7     | 71               |
| UCM 0018+2216 | Sb             | Spirale               | 00h 21m 33.3s | 22° 32′ 31″ | 5066 ± 99              | 15,82               | 69,7± 5,1      | 39               |
| NGC 79        | E              | Elliptique            | 00h 21m 02.8s | 22° 34′ 00″ | 5485 ± 24              | 14,0                | 75,9 ± 5,3     | 24               |
| NGC 90        | SAB(s)c pec    | Spirale intermédiaire | 00h 21m 51.4s | 22° 24′ 00″ | 5353 ± 7               | 13,7                | 73,9 ± 5,2     | 233              |
| IC 1546       | S?             | Spirale               | 00h 21m 29.0s | 22° 30′ 21″ | 5820 ± 4               | 14,7                | 80,8 ± 5,7     | 71               |

Le site DeepskyLog permet de trouver aisément les constellations des galaxies mentionnées dans ce tableau ou si elles ne s'y trouvent pas, l'outil du site «Finding the constellation which contains given sky coordinates» permet de le faire à l'aide des coordonnées de la galaxie. Sauf indication contraire, les données proviennent du site NASA/IPAC.